# 라이니하로
라이니하로(Rainiharo, ? ~ 1852년 2월 10일)는 메리나 왕국(現 마다가스카르 공화국)의 초대 총리로, 1833년에 임명되었고 1852년 재임 중에 죽었다. 여왕 라나발로나 1세의 두 번째 남편이기도 하다.

## 배경
라이니하로는 메리나인의 호바(자유인)로 태어났다. 그의 아버지는 안드리아남포이니메리나 대왕(Andrianampoinimerina)의 조언자로 봉사했다. After distinguishing himself as a military officer in a series of campaigns of pacification in the southeastern part of the island, 그는 1833년 여왕 라나발로나 1세(Ranavalona I)의 두 번째 남편으로 선택되었고, 따라서 여왕에 의해 전군 총사령관과 내각총리대신으로 임명되었다. 그는 1852년에 죽을 때까지 이 직함을 보유하였고, 그가 매장되었을 때 프랑스인 장 라보르드(Jean Laborde)에 의해서 안타나나리보 중앙에 독특한 묘가 세워졌다.. 이 무덤은 나중에 라이니하로의 두 아들 라이니보니나히트리니오니(Rainivoninahitriniony)와 라이닐라이아리보니(Rainilaiarivony)와 함께 같이 매장되었다. 라이니하로는 전군 총사령관, 내각총리대신, 그리고 여왕의 남편으로 성공한 인생을 살았다.

## 문학 작품
라이니하로는 「도망자(The Fugitives)」라는 작품에서 로버트 마이클 밸런타인(Robert Michael Ballantyne)에 의하여 언급되었다.